# (1132) Hollandia
(1132) Hollandia es el asteroide número 1132, en el cinturón principal. Fue descubierto por el astrónomo Hendrik van Gent desde la estación meridional de Leiden en Johannesburgo, República Sudaficana, el 13 de septiembre de 1929. Su designación alternativa es 1929 RB1. Está nombrado por el nombre en latín de Holanda.